# 辻结花
辻结花（日语：／ Tsuji Yuka，1974年12月11日—），大阪府枚方市出身，日本女子摔跤运动员。她曾代表日本参加台湾台北举行的1997年亚洲摔跤锦标赛，获得女子自由式51公斤级铜牌。